# باتو خان
باتو خان (1205 - 1255) مؤسس القبيلة الذهبية وحفيد جنكيز خان، وأبوه هو جوجي خان.

## البداية
قرر أوقطاي خان، في جلسة بالقوريلتاي، عام 1234، إرسال الجيوش غربا باتجاه أوروبا، وبدأ الجيش المغولي بقيادة باتو خان ومستشاره «سوبوتاي»، في اجتياح دول البلغار، الآلانيون، القفجاك، الباشقير، المورديفيون، والشوفاشيون، بالإضافة لبلدان شعوب أخرى تقطن جنوب السهوب الروسية. واجه هذا الجيش إمارة ريازان الروسية لأول مرة عام 1237، واستطاع، بعد حصار دام لثلاثة أيام وقصف عنيف، أن يدخل المدينة، حيث قاموا بذبح كل سكانها. وفي عام 1238 استطاع المغول تدمير جيش إمارة فلاديمير الكبرى في معركة نهر السيت، واستولوا على «مغاس»، عاصمة الآلانيون. وبحلول عام 1240 كانت جميع أراضي الروس السلاف، بما فيها كييف، قد سقطت بأيدي الغزاة الآسيويين ماعدا بضعة مدن شمالية، وقام المغول في فارس، تحت قيادة «شورمقان»، بوصل المناطق التي غزوها بمناطق باتو خان و "سوبوتاي»، وبهذا كانوا قد أجبروا النبلاء الجورجيون والأرمن على الاستسلام.

## العلاقة مع غويوك خان
ساءت العلاقة بين غويوك، ابن أوقطاي الأكبر، بوري، حفيد خاغطاي، وباتو خان، خلال وليمة النصر التي أقاموها في جنوب روسيا بعد فتحهم لكل هذه المناطق، لكن كل من غويوك وبوري لم يستطيعا فعل شيء للاضرار بمركز باتو، طالما أن عمه، أي أوقطاي، ما زال حيّا. وفي هذا الوقت كان الأخير قد قام بغزو أوخ شريف، لاهور، وملتان، في سلطنة دلهي، وجعل مناظرا مغوليّا متمركزا في كشمير، كما قبل الجزية المعروضة عليه من مجلس ولاية غوريو، وقَوّى مركزه مع الكوريين بالأساليب الدبلوماسية والقوة العسكرية. نقل مجلس غوريو عاصمته، في نهاية المطاف، إلى جزيرة خانغوان قبالة سواحل كوريا الجنوبية الحالية.

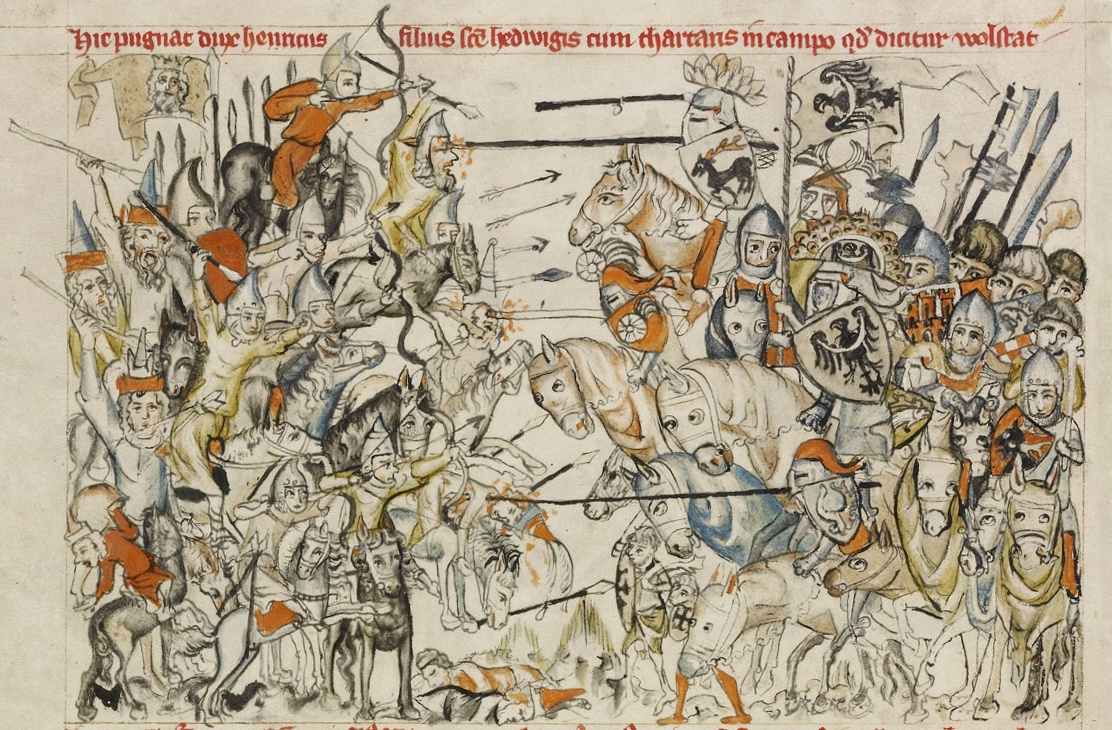
معركة ليغنيتسا عام 1241، منقولة عن لوحة من القرون الوسطى.

بعد غزو روسيا، تقدم المغول في فتوحاتهم لقلب أوروبا، فسقطت في أيديهم كل من بولندا، المجر، وترانسلفانيا. وعندما قام الجناح الغربي من الجيش المغولي بنهب المدن البولندية، تشكل حلف أوروبي يتألف من البولنديون، المورافيون، فرسان القديس يوحنا، الفرسان التيوتويين، وفرسان الهيكل، ليوقف الزحف المغولي عند مدينة ليغنيتسا بألمانيا. إلا أن المغول تمكنوا من الانتصار على أعدائهم، حيث هزموا المجريون وحلفائهم الكرواتيون وفرسان الهيكل في معركة موهي، بتاريخ 11 أبريل 1241، وبعد هذا الانتصار تقدم المغول لمواجهة جيوش بوهيميا، صربيا، بابنبورغ النمساوية، والإمبراطورية الرومانية المقدسة. وعندما وصلت قوات باتو لبوابة فينا وشمال ألبانيا، وصلته أنباء وفاة أوقطاي خان في ديسمبر 1241، وكما جرت العادة، كان على جميع الأمراء الخانات أن يحضروا جلسة القورلتاي لانتخاب خليفة للخان المتوفى. انسحب الجيش المغولي الغربي من أوروبا الوسطى في السنة اللاحقة، فنجت أوروبا الغربية من هؤلاء الغزاة.

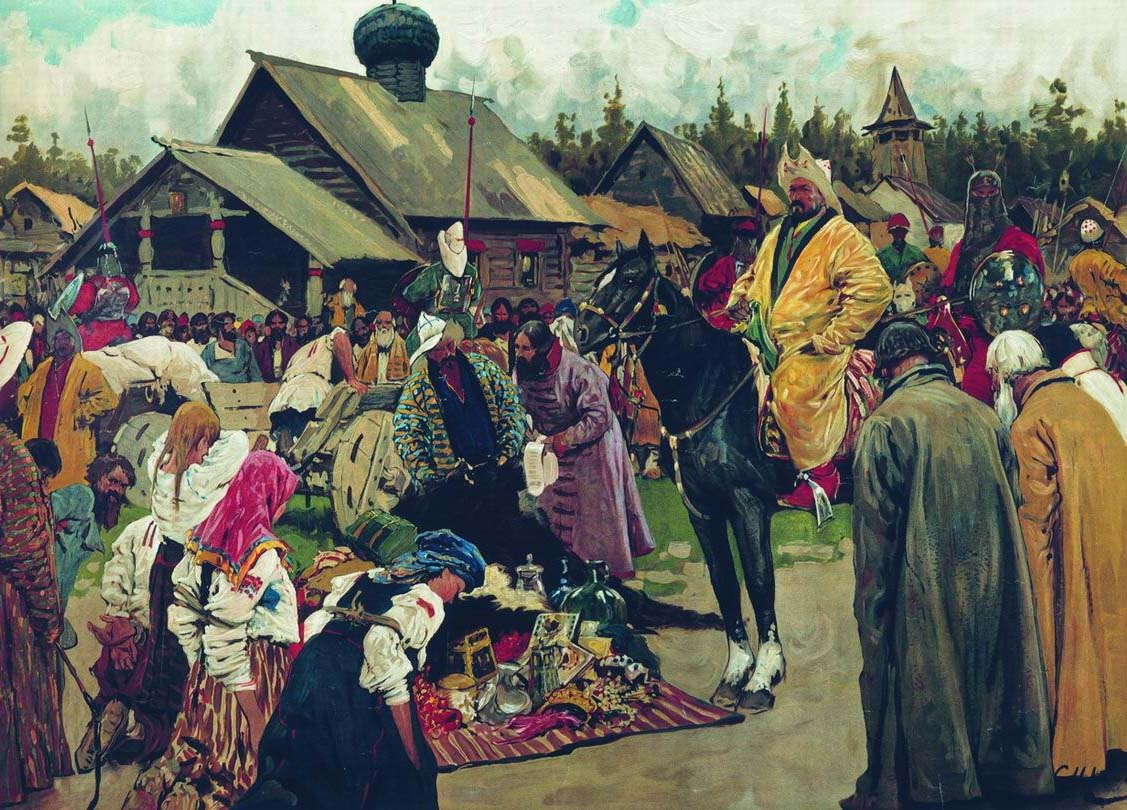
داروغجي (جابي الضرائب) منغولي في احدى مدن روس.

بعد وفاة الخان العظيم أوقطاي خان سنة (639هـ/1241م) نشبت النزاعات الداخلية بين أمراء المغول، وانغمس باتو في هذا النزاع حيث يرى نفسه أهلا بهذا المنصب بوصفه عميد أولاد جوجي أكبر أبناء جنكيز خان ومن ثم فهو عميد الأسرة الجنكيزية. فقد تولت توراكينا خاتون أرملة أوقطاي الوصاية على العرش، وجاهدت أن تؤمن لإبنها جويوك خلافة والده، إلا ان باتو رفض ذلك لأسباب عديدة منها دينية وثقافية واجتماعية، حيث أن باتو شاماني بينما جويوك كانت ميوله نصرانية، وأيضا لأنه وبوري خان حفيد جاغاتاي خان قد تعاركا بعنف مع باتو في وليمة النصر التي أقاموها في جنوب روسيا بعد فتحهم لروسيا وأوروبا الشرقية، فساءت العلاقة بينهم لكن كل من جويوك وبوري لم يستطيعا فعل شيء للاضرار بمركز باتو طالما أن عمه أوقطاي ما زال حيّا.
دعت توراكينا خاتون باتو لحضور مجلس القورلتاي لانتخاب الخان الجديد لإمبراطورية المغول في 1242، إلا ان باتو رفض دعوة الحضور بأدب متعللا بأنه يعاني من الشيخوخة والمرض، ولكنه كان لا يؤيد انتخاب جويوك فتأخر تعيين الخان لعدة سنوات. إلا أنه بالآخر بعث إخوته إلى القورلتاي، وقد انعقد القورلتاي في صيف 1246 حيث انتخب المغول جويوك خانا جديدا لهم. وقد حضر الاجتماع كل امراء اسرة جنكيز ماعدا باتو اعترف بالسيادة المنغولية جميع كبار أمراء الروس بما في ذلك ياروسلاف الثاني من فلاديمير ودانيلو من هاليتش وكندسطبل سمباد شقيق هيتوم الأول ملك أرمينية الصغرى وقلج أرسلان الرابع سلطان سلاجقة الروم (منذ 1249) ومندوبون من أتابكة كرمان وفارس والموصل وسفارة من الخليفة العباسي ببغداد. ومع ذلك فقد أعدم بلاط المغول بعض الأمراء الروس المعادين للمغول مثل مايكل تشرنيغوف الذي قتل مبعوث المغول في (1240).
استدعى جويوك خان باتو بعد استلامه الحكم بفترة قصيرة، ودعاه عدة مرات أن يأتي ليبايعه. إلا أن الأخير بعث بعد وفاة والدهما أندريه والكسندر نيفسكي إليه في قراقورم بمنغوليا سنة 1247. فعين جويوك أندريه أميرا لفلاديمير سوزدال والكسندر أميرا لكييف، وفي 1248 طالب باتو أن يأتي شرقا للقائه، وهي الخطوة التي اعتبر بعض المعاصرين كذريعة لاعتقال باتو. وامتثالا لأمر الخان اتى باتو إليه جالبا معه جيشا كبيرا، فتوجه جويوك غربا لملاقاته. فأبلغت أرملة تولوي وأخت زوجة أب باتو (سوركاكتاني) بتحرك جويوك غربا، وحذرته بأن هدفه هو اسرة جوتشي.
أرسل جويوك جيشا إلى أطراف أذربيجان وأران وهي مناطق تابعة لباتو، بقيادة الجيكتاي وأمره بالقبض على عمال باتو وارسالهم إليه مقيدين الاستيلاء على الأراضي، فأرسل هؤلاء العمال يخبرون باتو بتطور الأمور في الحدود ومنتظرين أوامره، لكن الجيكتاي وصل قبل ورود الجواب فقبض على العمال وقيدهم وتجهز للمغادرة، وفي أثناء ذلك وصل جواب باتو يأمرهم بالقبض على الجيكتاي ومن معه. فقام اتباعه بتحرير العمال وتقييد الجيكتاي وأرسلوا إلى باتو، فعذبهم بأن صب عليهم ماء حارا، ولما علم جويوك بالأمر خرج على رأس ستمئة ألف جندي لتأديب باتو، ولكنه مات بالطريق.
توفي جويوك بشينجيانغ وهو في طريقه إلى المعركة وعمره 42 سنة، وسبب الوفاة هو تأثير مشترك ما بين إدمان الكحول ومرض النقرس وربما يكون مات مسموما، ولكن بعض المؤرخين المعاصرين يعتقدون أنه توفي لأسباب طبيعية بسبب تدهور حالته الصحية. ووفقا للمؤرخين المسلمين فإن باتو قتل مبعوث الخان، وأن الخان جويوك قد قتل أحد إخوته. تولت أوغول قيمش أرملة جويوك الوصاية على العرش لكنها لم تستطع المحافظة على ابقاء الحكم داخل فرعها بالعائلة.

## العلاقة مع مونكو خان
تمكن مونكو خان بمساعدة القبيلة الذهبية من أن يصبح خانا أعظم سنة 1251. فاستفاد من كشف مؤامرة تهدف إلى إزاحته من الحكم، حيث بدأ الخان الجديد بالتخلص من خصومه، وقد قدر عدد من تخلص منهم من المغول الاستقراطيين والمسؤولين والقادة ما بين 77-300. وبذا أصبح باتو الشخص الأكثر نفوذا بعد الخاقان، فصداقة مونكو مع باتو ضمنت وحدة الإمبراطورية. فساهم باتو وبعض الأمراء مع مونكو في حكم منطقة من أفغانستان إلى تركيا.
ما بين سنة 1252-1259 أجرى مونكو خان تعداد سكاني للإمبراطورية، فسمح باتو لموظفي الإحصاء الذين ارسلهم مونكو خان بالعمل بحرية في مملكته، حيث مكانته كصانع للملوك وعميد عائلة بورجيجين. وقد شمل الإحصاء كلا من إيران وأفغانستان وجورجيا وأرمينيا وروسيا وآسيا الوسطى وشمال الصين. وقد تم الانتهاء من الصين سنة 1252، أما في نوفجورود في أقصى الشمال الغربي فلم يجر فيها التعداد حتى شتاء 1258-1259 بسبب انتفاضتها ضد التعداد، ولكن الكسندر نيفسكي أجبر المدينة بإخضاعها للتعداد والضرائب.
أبدى الأمير أندريه الثاني امتعاضه تجاه المغول، فأرسل إليه باتو بعثة تأديبية بقيادة نفروي. فعند اقترابهم منه فر أندريه إلى بسكوف ومنها إلى السويد. اجتاح المغول إمارة فلاديمير وعاقبوها بقسوة، ثم توقف فرسان ليفونيا تقدمهم نحو نوفغورود وبسكوف. وفي سنة 1252 عين باتو خان الكسندر أميرا أكبر على فلاديمير (أي الحاكم الروسي الأعلى) بفضل صداقته مع سرتق ابن باتو. وفي سنة 1256 سافر أندريه إلى ساراي طالبا من باتو الصفح عن خيانته السابقة وقد نالها.

## معرض صور

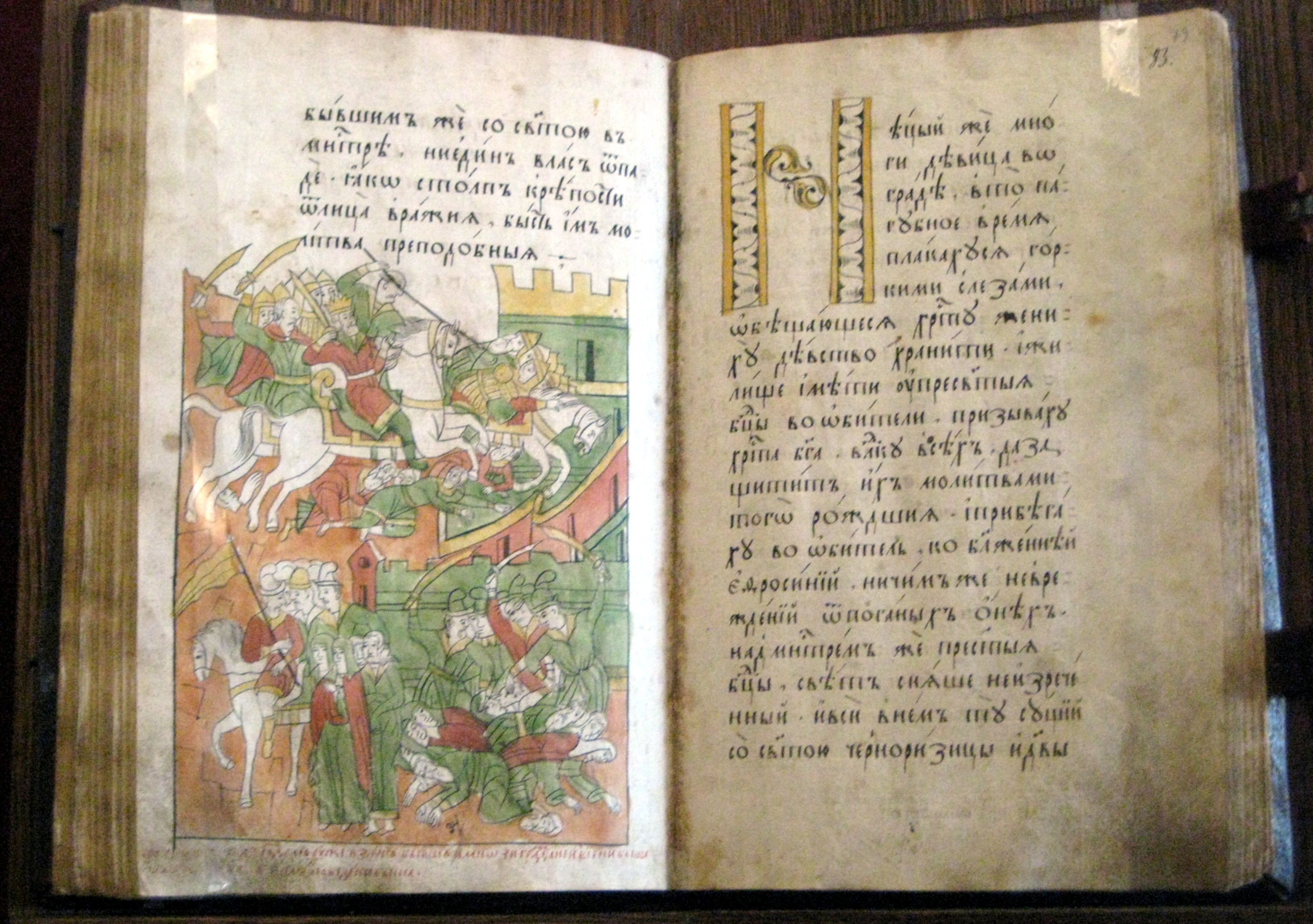
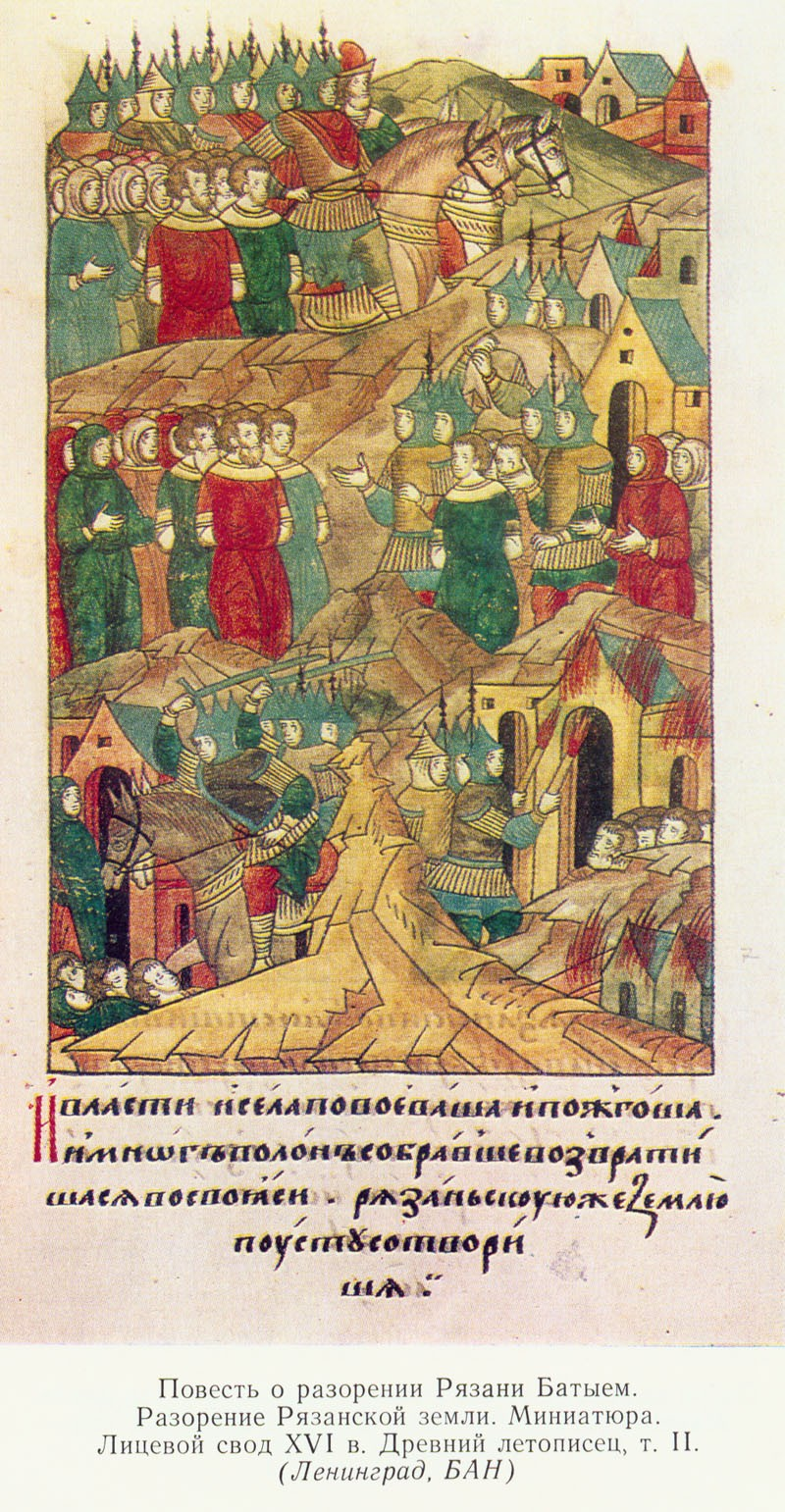
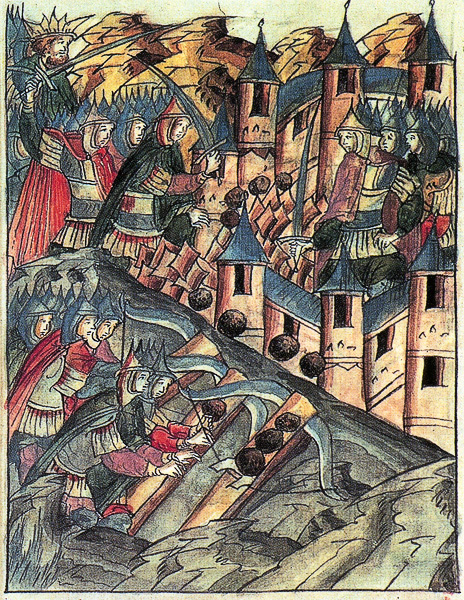
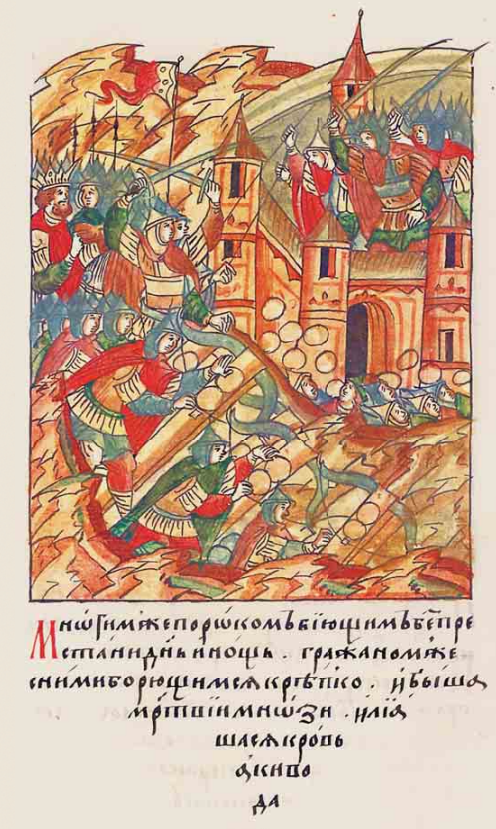
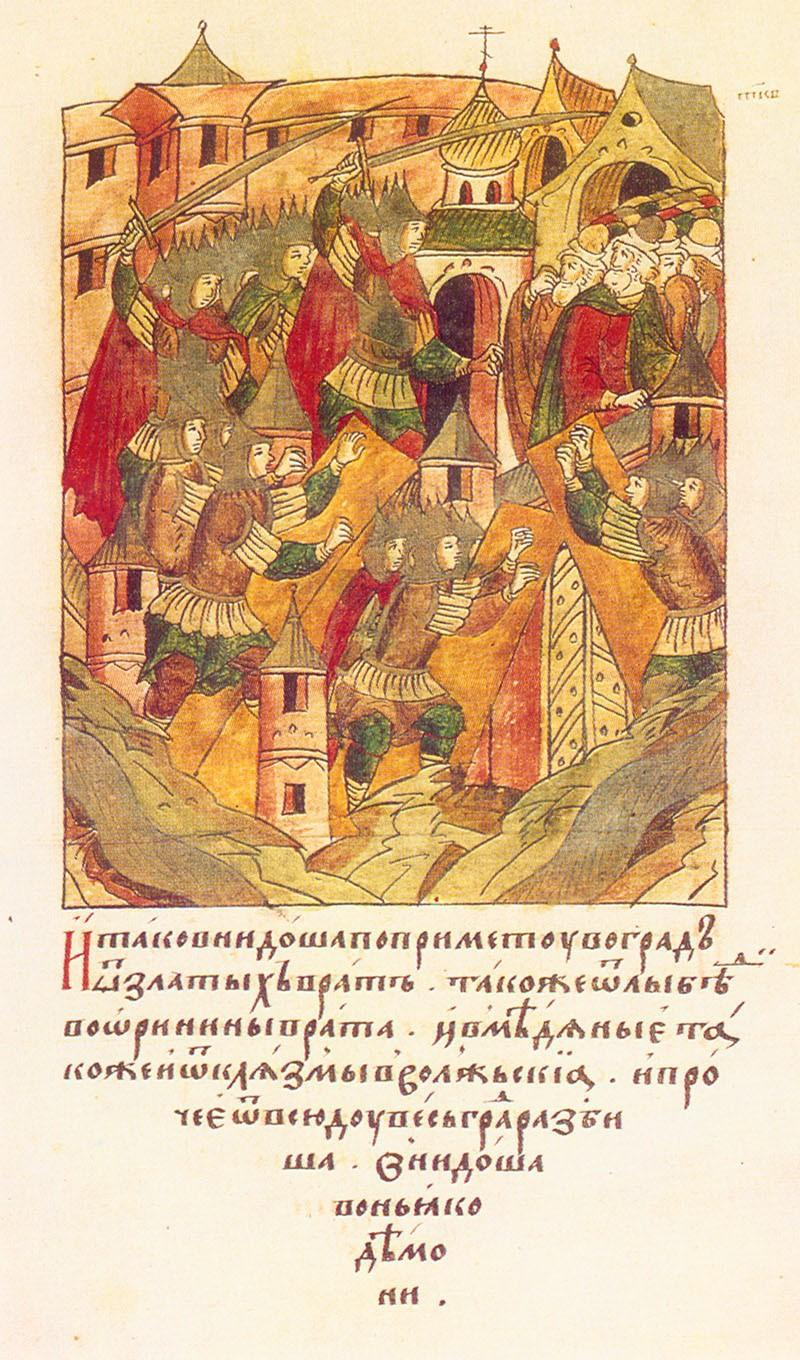